# تشاو جون (لاعب كرة قدم)
تشاو جون هو لاعب كرة قدم صيني في مركز الدفاع، ولد في 5 مارس 1997. لعب مع نادي شوانغ.